# Respenda de la Peña
Respenda de la Peña – gmina w Hiszpanii, w prowincji Palencia, w Kastylii i León, o powierzchni 65,65 km². W 2011 roku gmina liczyła 193 mieszkańców.